# Sten Grytebust
Sten Michael Grytebust (* 25. Oktober 1989 in Ålesund) ist ein norwegischer Fußballtorwart, der aktuell beim norwegischen Zweitligisten Aalesunds FK unter Vertrag steht. Er debütierte 2013 für die norwegische Nationalmannschaft.

## Leben
Grytebust wurde in Ålesund, einer kleinen Stadt in Westnorwegen, geboren und wuchs auf der benachbarten Insel Ellingsøy auf. Sein Vater stammt aus Ellingsøy und seine Mutter ist Liberianerin. Grytebust hat den ehemaligen liberianischen Nationalspieler George Weah als sein erwachsenes Idol beschrieben.
Ursprünglich spielte Grytebust nicht als Torhüter. Durch eine Verletzung des Torwartes in seinem Jugendverein Ellingsøy IL musste er für ihn einspringen. Seine gute Leistung führte dazu, dass er zum Torhüter erster Wahl für die Mannschaft wurde. Im Jahr 2004, im Alter von 15 Jahren, wurde er von Aalesunds FK angesprochen, entschied sich jedoch dafür, in der norwegischen vierten Liga für die erste Mannschaft von Ellingsøy IL zu spielen, bevor er ein Jahr später zu Aalesunds Jugendmannschaft wechselte. Nach zwei Spielzeiten in der Jugend wechselte Grytebust vor der Saison 2008 zu Aalesunds erstem Team.

## Karriere
Der junge Grytebust war nach seinem Wechsel zu Aalesunds erstem Kader der Torhüter neben Adin Brown, Andreas Lie und später auch Anders Lindegaard. Im August 2009, nach der Leihe von Lindegaard, beschloss der Trainerstab des Teams, Grytebust sein Teamdebüt anstelle von Lie zu geben. Er debütierte am 22. August 2009 gegen den Lokalrivalen Molde FK und zeigte trotz dreier Gegentore eine gute Leistung. Nach seinem Debüt unterzeichnete Aalesund mit Lindegaard dauerhaft und Lie verließ die Mannschaft und ließ Grytebust als den zweitwichtigsten Torhüter für die folgende Saison zurück. Er spielte in den beiden ersten Runden des Norwegischen Fußballpokals der Männer 2010.
Im Herbst 2009 teilte der Verein Grytebust mit, dass er der nächste Torhüter erster Wahl im Verein sein werde. Nach der Saison 2010 wurde Lindegaard von Manchester United gekauft und Grytebust als Torhüter der Mannschaft bestätigt. Lindegaard gab an, dass er glaubte, dass Grytebust für die Aufgabe bereit sei und dass er eines Tages für die norwegische Nationalmannschaft spielen werde.
Die Saison 2011 begann schlecht, als Aalesund gegen Fredrikstad unter anderem aufgrund eines schlechten Abstoßes von Grytebust verlor. Nach seinen Paraden gegen Viking und Stabæk prognostizierte der Cheftrainer des Teams, Kjetil Rekdal, dass Grytebust der nächste Nationalmannschaftstorhüter sein werde. Er lieferte während der gesamten Saison eine stabile Leistung und wurde zusammen mit seinem Teamkollegen Peter Orry Larsen in die U23-Nationalmannschaft gewählt, obwohl keiner von beiden wusste, dass es eine solche Mannschaft gab. Seine Leistung wurde auch von Nationaltorwarttrainer Frode Grodås gelobt, der erklärte, dass Grytebust "ohne Schwächen" sei. Nach dem Ende der Saison mit einem Sieg im norwegischen Fußballpokalfinale 2011 wurde Grytebust von der Lokalzeitung Sunnmørsposten neben Daniel Arnefjord zum "Aalesunds-Spieler des Jahres" gewählt.
Die Saison 2012 wurde mit Grytebust als erstem Torhüter für Aalesund fortgesetzt. Die Ergebnisse waren unterschiedlich und er wurde kritisiert, als Aalesund in der vierten Runde gegen Sandefjord aus dem nationalen Pokal ausgeschieden war. Grytebust hatte einen schlechten Pass gespielt und dadurch ein Gegentor verursacht. Später, während eines Spiels gegen den SK Brann, wurde er erneut nachlässig bei einem Abstoß, der mit einem weiteren Gegentreffer endete. Im August berichtete der Verein, dass er Andreas Lie als Ersatzmann verpflichtet habe. Lie erklärte, er wolle "um einen festen Platz spielen".
Grytebust wurde erstmals im Juni 2013 in die norwegische Nationalmannschaft berufen und debütierte am 11. Juni 2013 in einem Freundschaftsspiel gegen Mazedonien, als er einige Minuten vor Schlusspfiff André Hansen ersetzte. Er wurde der 150. Spieler, den Egil Olsen während seiner Zeit als Nationaltrainer einsetzte.
Grytebust verließ Aalesund im Februar 2016 und wechselte ablösefrei zum dänischen Superliga-Verein Odense BK. Er wurde sowohl 2017 als auch 2018 zum dänischen Torhüter des Jahres gewählt, bevor er im Mai 2019 erneut ablösefrei zum FC Kopenhagen wechselte, nachdem er bei Odense keinen neuen Vertrag unterschrieben hatte. Während seiner Zeit dort wurde er im Jahr 2021 an Vejle BK verliehen, für den er zehn Spiele absolvierte. Nach dem Ende seines Vertrags beim FC Kopenhagen kehrte er im Februar 2022 zu Aalesunds FK zurück. Seitdem ist er wieder als Stammtorwart aktiv.

## Erfolge

### Aalesund
- Norwegischer Fußballpokal (2): 2009, 2011